# Варлам и Јоасаф
Варлаам и Јоасаф су хришћански свеци који су, према предању, живели у Индији у 3. или 4. веку. Прича о Јоасафу умногоме подсећа на христијанизовану верзију приче о Готама Буди. 

## Живот
Према легенди, краљ Авенир је прогонио хришћанску Цркву, коју је основао још апостол Тома. Када су астролози прорекли да ће и његов син једног дана постати хришћанин, Авенир је младог принца Јоасафа изоловао од спољашњег света. Упркос томе, Јоасаф упознаје светог Варлаама, прима хришћанство и истрајава у вери упркос очевом гневу и убеђењу. На крају, и Авенир прихвата хришћанство, предаје трон Јоасафу и као испосник се повлачи у пустињу. Касније се и Јоасаф одриче престола и придружује се Варлааму у испосништву.
Прича о Јоасафу и Варлааму је била популарна у Средњем веку, могла се наћи у делима као што је Златна легенда. Иако је Римокатоличка Црква канонизовала, а Православна признала Варлаама и Јоасафа као светитеље, Варлаам никада није ни постојао, а Јоасаф је христијанизован лик Буде, оснивача будизма.
Wilfred Cantwell Smith је ушао у траг извору приче: од текста Махајана будизма на санскриту, из четвртог века, преко манихејске верзије и арапске исламске верзије, до верзије из 11. века у Грузији, одакле се преноси у Грчку и затим даље у западну Европу. Нашао је да име долази од санскритског бодхисаттва што се на персијском искварило у: бодасиф; по некима у: будсаиф. Каснија лингвистичка и географска истраживања о ширењу приче о Буди кроз Азију и Европу такође указују да име Јоасаф и животопис указују на Буду. Истраживања корејанског Народног универзитета у Сеулу упућују да се име Буддха или Бодхисатта, на санскриту, изменило у Бодисав у персијском тексту, негде у 6. или 7. веку, а затим у Будхасаф или Јудасаф у арапским документима из 8. века, па потом у Иодасаф у Грузији у 10. веку. Онда је у 11. веку прихваћено у грчкој као Иоасаф, а од тада као Iosaphat или Josaphat у латинском.
Православна верзија долази од св. Јована Дамаскина, а на српском од аве Јустина Поповића (Житија светих за новембар, стр. 563-590) чија је скраћена верзија дата у Охридском прологу Владике Николаја.
Ликови ове двојице светитеља могу се видети у манастиру Студеница на фрескама из 1209. године.

## Православни извор
Мученик Варлаам и преподобни Јоасаф се у православној цркви славе се на дан 2. децембра по новом / 19. новембра по старом календару.
Варлаам и Јоасаф су били индијски аскети. Јоасаф је био престолонаследник, син краља Авенира. Божијим промислом, посетио га је старац Варлаам, поучио га хришћанској вери и крстио. Након тога, старац се повукао у планину да живи аскетски, а Јоасаф је остао да се бори са многим искушењима овога света и да их, Божијом милошћу, превлада. Напослетку је Јоасаф успео да свог оца преобрати у хришћанство. Након што је крштен, краљ Авенир је поживео још четири године, живећи у дубоком покајању, јер беше сурово прогањао хришћане. 
Млади Јоасаф је поверио краљевство свом пријатељу Варахији и отишао у дивљину да живи аскетски. На овом свету имао је још само једну жељу, да опет види свог духовног оца, Варлаама. Бог му је услишио ову жељу и једног дана се Јоасаф нашао пред Варлаамовом пећином, ускликнувши: „Благослови, оче!“ Старац Варлаам живео је 70 година аскетски у дивљини и поживео укупно 100 година. Свети Јоасаф се свог престола одрекао у 25-ој години, а у дивљини је живео још 45 година.